# Hiralahalli, Krishnarajpet
Hiralahalli là một làng thuộc tehsil Krishnarajpet, huyện Mandya, bang Karnataka, Ấn Độ.